# Rhaphium bulyginskayae
Rhaphium bulyginskayae är en tvåvingeart som beskrevs av Grichanov 1995. Rhaphium bulyginskayae ingår i släktet Rhaphium och familjen styltflugor. Inga underarter finns listade i Catalogue of Life.